# Sersheim
Sersheim là một thị xã ở huyện Ludwigsburg thuộc bang Baden-Württemberg nước Đức. Đô thị này có diện tích 11,48 km², dân số thời điểm ngày 31 tháng 12 năm 2006 là 217 người.